# كاري بلاكبيرن
كاري بلاكبيرن (بالإنجليزية: Kari Blackburn)‏ هي منفذة ‏ بريطانية، ولدت في 30 مارس 1954 في مقاطعة سومرست في المملكة المتحدة، وتوفيت في 27 يونيو 2007 في فيليكسستو في المملكة المتحدة بسبب غرق.